# Британская национальная лига
Британская национальная лига (англ. British National League) — являлась второй по значимости британской профессиональной хоккейная лигой в период с 1996 по 2005 год. Несмотря на то, что никаких формальных различий не существовало, эта лига считалась второй по значимости после Британской хоккейной суперлиги, но выше Английской национальной хоккейной лиги и Шотландской национальной лиги.

## Чемпионы
- 96/97 Север — Файф Флайерс
- 96/97 Юг — Свиндон Айслордс
- 97/98 Гилфорд Флэймс
- 98/99 Слау Джетс
- 99/00 Файф Флайерс
- 00/01 Гилфорд Флэймс
- 01/02 Ковентри Блэйз
- 02/03 Ковентри Блэйз
- 03/04 Файф Флайерс
- 04/05 Бракнэл Бис